# Colli Albani (metropolitana di Roma)
Colli Albani è una stazione della linea A della metropolitana di Roma.

## Storia
La stazione fu costruita come parte della prima tratta, da Anagnina a Ottaviano, della linea A della metropolitana di Roma, entrata in servizio il 16 febbraio 1980.
Sulla segnaletica è presente la denominazione Colli Albani-Parco Appia Antica dovuta alla vicinanza all'omonimo parco regionale.

## Interscambi
- Fermata autobus ATAC

## Servizi
- Biglietteria automatica